# Solariola selinusia
Solariola selinusia (лат.) — вид жуков-долгоносиков рода Solariola из подсемейства Entiminae. Название происходит от имени древнегреческого города Selinunte (около современного Montallegro).

## Распространение
Встречаются в Италии, Сицилия (Agrigento, Montallegro).

## Описание
Жуки-долгоносики мелкого размера с узким телом, длина  3,30 мм, ширина надкрылий 1 мм, длина рострума 0,55 мм, ширина 0,33 мм. От близких видов отличается редуцированными глазами, вытянутым рострумом, красновато-коричневой кутикулой. Основная окраска тела коричневая. Усики 11-члениковые булавовидные. Глаза редуцированные. Скутеллюм очень мелкий. Коготки лапок одиночные. Встречаются в песчаных почвах. Предположительно ризофаги.

## Таксономия
Впервые был описан в 2019 году итальянскими энтомологами Чезаре Белло (Cesare Bello, Верона, Италия), Джузеппе Озелла (Giuseppe Osella, Верона) и Козимо Бавьера (Cosimo Baviera, Messina University, Мессина). По признаку наличия на пронотуме специализированных щетинок (echinopappolepida) и узкого рострума включают в состав видовой группы Solariola doderoi трибы Peritelini (или Otiorhynchini).